# İlahə Quliyeva
İlahə Quliyeva, auch Ilaha Guliyeva (* 6. April 2007 in Sumqayıt), ist eine aserbaidschanische Leichtathletin, die sich auf den Sprint spezialisiert hat.

## Sportliche Laufbahn
Erste internationale Erfahrungen sammelte İlahə Quliyeva im Jahr 2022, als sie beim Europäischen Olympischen Jugendfestival (EYOF) in Banská Bystrica mit 27,05 s und 59,41 s jeweils im Vorlauf über 200 und 400 Meter ausschied. Im Jahr darauf wurde sie bei der 3. Liga der Team-Europameisterschaft im Rahmen der Europaspiele in Chorzów in 12,39 s im B-Finale im 100-Meter-Lauf und über 200 Meter wurde sie in 25,33 s Achte im A-Lauf. Zudem gelangte sie mit der aserbaidschanischen Mixed-Staffel über 4-mal 400 Meter mit 3:31,55 min auf Rang zwei im B-Lauf. Anschließend schied sie beim EYOF in Maribor mit 25,77 s und 56,47 s erneut jeweils im Vorlauf über 200 und 400 Meter aus. Zudem gewann sie im September bei den U18-Balkan-Meisterschaften in Sivas in 56,54 s die Silbermedaille über 400 Meter. 2024 belegte sie dann bei den U20-Balkan-Hallenmeisterschaften in Belgrad in 57,74 s den achten Platz über 400 Meter und im Juli gelangte sie bei den U18-Balkan-Meisterschaften in Maribor mit 56,10 s auf den achten Platz im A-Lauf. Im Jahr darauf wurde sie bei den U20-Balkan-Hallenmeisterschaften in Sofia in 56,90 s Zweite im C-Lauf über 400 Meter und Ende Juni wurde sie bei der 3. Liga der Team-Europameisterschaft in Maribor in 55,35 s Vierte im A-Lauf. Zudem wurde sie dort mit der 4-mal-100-Meter-Staffel disqualifiziert und gelangte mit der Mixed-Staffel mit 3:29,57 min auf den vierten Platz. Daraufhin belegte sie bei den Balkan-Meisterschaften in Volos in 54,93 s den ersten Platz im C-Lauf über 400 Meter und schied dann bei den U20-Europameisterschaften in Tampere mit 56,02 s in der ersten Runde aus.
In den Jahren 2022, 2024 und 2025 wurde Quliyeva aserbaidschanische Meisterin im 400-Meter-Lauf. Zudem wurde sie 2025 Hallenmeisterin über 200 Meter.

## Persönliche Bestleistungen
- 100 Meter: 12,39 s (+1,0 m/s), 20. Juni 2023 in Chorzów
  - 60 Meter (Halle): 7,91 s, 12. Januar 2024 in Baku
- 200 Meter: 24,94 s (−0,2 m/s), 7. Juni 2025 in Baku
  - 200 Meter (Halle): 25,42 s, 1. Februar 2025 in Baku
- 400 Meter: 54,93 s, 26. Juli 2025 in Volos (U20-Landesrekord)
  - 400 Meter (Halle): 56,50 s, 10. Januar 2025 in Baku (U20-Landesrekord)